# Liisa Uusitalo
Liisa Anneli Uusitalo, född 8 april 1944 i Helsingfors, är en finländsk företagsekonom.
Uusitalo blev ekonomie doktor 1979. Hon var 1969–1975 assistent och forskningsassistent vid Helsingfors handelshögskola, 1976–1987 forskare vid Finlands Akademi och 1988–1993 tillförordnad professor i marknadsföring samt 1990–1993 biträdande professor i företagsekonomi vid Helsingfors handelshögskola, där hon 1993 utnämndes till professor i marknadsföring.
Hon är en pionjär för konsumentsociologin i Finland (bland annat med doktorsavhandlingen Consumption style and way of life, 1979) och har väckt internationell uppmärksamhet med sina undersökningar av konsumtionens miljöeffekter (Environmental impacts of consumption patterns, 1986); bland hennes övriga arbeten märks Suomalaiset ja ympäristö (1986) och Kuluttaja virtuaalimarkkinoilla (2002).
År 1997 utnämndes hon till ledamot av Finska Vetenskapsakademien. Professorsförbundet utsåg henne 2000 till Årets professor. 